# Pamiętnik

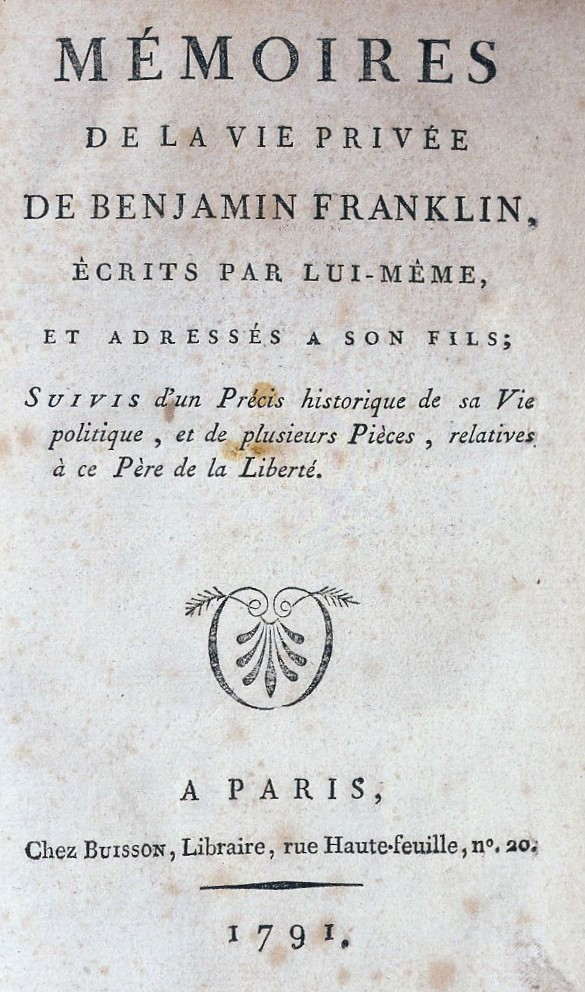
Pamiętnik

Pamiętnik – gatunek literatury stosowanej, relacja prozatorska o zdarzeniach, których autor był uczestnikiem bądź naocznym świadkiem. Pamiętnik (w przeciwieństwie do dziennika) opowiada o zdarzeniach z pewnego dystansu czasowego, w związku z czym kształtuje się dwupłaszczyznowość narracji: autor pamiętnika opowiadać może nie tylko o tym, jak zdarzenia przebiegały, lecz może ujawniać również swoje stanowisko wobec nich w chwili pisania.

## Wybrani pamiętnikarze
- Jan Chryzostom Pasek – Pamiętniki
- Stanisław August Poniatowski – Pamiętniki
- Anne Frank – Dziennik Anne Frank
- Miron Białoszewski – Pamiętnik z powstania warszawskiego